# Loris tardigradus
Il lori gracile  (Loris tardigradus [Linnaeus, 1758]) è un primate appartenente alla famiglia Lorisidae, endemico dello Sri Lanka.

## Descrizione

### Dimensioni
La misura varia dai 17 ai 26 cm, il peso da 85 a 350 g.

### Aspetto
La pelliccia è densa e soffice, di colore bruno-rossastro o grigio nella parte posteriore, grigio-biancastro nella regione inferiore. Sulla faccia è presente una mascherina bruna, con una banda bianca che va dalla fronte alla punta del muso.
Gli arti sono lunghi e sottili, in contrasto col corpo reniforme: le mani hanno il dito indice ben conformato ed un pollice opponibile.
La testa è caratterizzata da sporgenti occhi rotondi e da piccole orecchie tonde e prive di peli all'estremità. La coda è praticamente assente.

## Biologia
È fra i primati notturni più sociali: vive infatti in piccoli gruppi formati da individui e giovani di ambedue i sessi, i quali trascorrono le ore diurne a riposare appallottolati in rifugi sicuri, a praticare il grooming o giocare alla lotta, mentre di notte gli adulti cacciano ognuno per proprio conto. 

Le femmine hanno atteggiamenti di dominanza rispetto ai maschi.

### Alimentazione
I lori gracili si nutrono principalmente di insetti, ma non disdegnano nutrirsi di piccoli vertebrati (rettili o nidiacei, di cui preferiscono il sangue ed il cervello, anche se mangiano tutta la preda, scaglie ed ossa comprese), nonché di materiale vegetale: pare che la pianta della quale preferiscono cibarsi sia Humboldtia laurifolia, una pianta che ha sviluppato legami mutualistici con una specie di formica.

### Riproduzione
È una specie generalmente monogama.
Le femmine raggiungono la maturità sessuale intorno ai 10 mesi di età e vanno in estro due volte all'anno, tra aprile e maggio e tra ottobre e novembre.
La gestazione dura da 166 a 169 giorni e al termine di essa la femmina dà alla luce uno o due cuccioli, di cui si prende cura sino al compimento del settimo mese.
L'aspettativa di vita è di circa 15-18 anni.

## Distribuzione e habitat
Con due sottospecie (L. tardigradus tardigradus e L. tardigradus nycticeboides) la specie è diffusa unicamente in Sri Lanka, dove colonizza le aree di foresta pluviale monsonica nella zona sud-occidentale dell'isola, coste escluse.

## Conservazione
La IUCN Red List considera questa specie in pericolo di estinzione.
Le minacce principali sono la riduzione del suo habitat naturale dovuta alla deforestazione e soprattutto la caccia da parte dell'uomo, legata all'utilizzo in medicina popolare quale rimedio per le malattie degli occhi.
La Zoological Society of London, in base a criteri di unicità evolutiva e di esiguità della popolazione, considera Loris tardigradus una delle 100 specie di mammiferi a maggiore rischio di estinzione. Secondo l'ultima stima, ne esisterebbero meno di 60 esemplari, e l'ultimo avvistamento risale al luglio 2010.

## Il lori gracile nella cultura di massa
Il nome in tamil di questo animale è thavangu, che vuol dire "smilzo" ed è lo stesso termine utilizzato per descrivere una persona emaciata o deforme.
Alcuni esemplari di lori gracile possiedono una colorazione chiara ed una macchia sulla fronte, che ricorda il fiore di loto, simbolo degli adoratori della dea Visnù, i quali a loro volta si tatuano il loto sulla fronte: per questo motivo, questi lori particolari vengono chiamati Nama-thavangu.
Nella serie animata Kung Fu Panda - Mitiche avventure il personaggio di Tong Fo è un Lori gracile.